# Shaugh Prior
Shaugh Prior è un villaggio e parrocchia civile dell'Inghilterra, appartenente alla contea del Devon.